# Louis Leysen
Louis Leysen, né le 22 janvier 1932 à Deurne (Anvers) et mort le 12 avril 2009, est un footballeur international belge actif durant les années 1950 et 1960. Il joue durant toute sa carrière à Berchem Sport, où il occupe le poste de gardien de but.

## Carrière en club
Louis Leysen fait ses débuts dans l'équipe première de Berchem Sport en 1952. Après avoir frôlé le titre à trois reprises à la fin des années 1940, le club est rentré dans le rang et joue le milieu de classement. Malgré les résultats irréguliers de l'équipe en championnat, les bonnes prestations du joueur dans les buts ne passent pas inaperçues. Il est ainsi sélectionné à cinq reprises en équipe nationale belge en 1957 et 1958, disputant quatre rencontres avec les « Diables Rouges ». En championnat, les résultats sont de moins en moins bons et le club est relégué en Division 2 en 1960.
Louis Leysen décide de rester fidèle à ses couleurs et participe à la conquête du titre de deuxième division deux ans plus tard, permettant au club de revenir parmi l'élite nationale. L'équipe doit lutter pour son maintien et termine avant-dernière en 1964, une place normalement synonyme de nouvelle relégation mais grâce à la rétrogradation administrative infligée au KFC Turnhout pour tentative de corruption, le club peut se maintenir au plus haut niveau. Il le fait toutefois sans Louis Leysen, qui décide de mettre un terme à sa carrière de joueur.

### Palmarès
- Une fois champion de Belgique de Division 2 en 1962 avec Berchem Sport.

### Statistiques
| Saison                | Club                  | Championnat           | Championnat | Championnat | Coupe(s) nationale(s) | Coupe(s) nationale(s) | Total | Total |
| Saison                | Club                  | Division              | M.          | B.          | M.                    | B.                    | M.    | B.    |
| 1952-1953             | Berchem Sport         | Division 1            | -           | -           | 0                     | 0                     | 0     | 0     |
| 1953-1954             | Berchem Sport         | Division 1            | -           | -           | -                     | -                     | 0     | 0     |
| 1954-1955             | Berchem Sport         | Division 1            | -           | -           | -                     | -                     | 0     | 0     |
| 1955-1956             | Berchem Sport         | Division 1            | -           | -           | -                     | -                     | 0     | 0     |
| 1956-1957             | Berchem Sport         | Division 1            | -           | -           | 0                     | 0                     | 0     | 0     |
| 1957-1958             | Berchem Sport         | Division 1            | -           | -           | 0                     | 0                     | 0     | 0     |
| 1958-1959             | Berchem Sport         | Division 1            | -           | -           | 0                     | 0                     | 0     | 0     |
| 1959-1960             | Berchem Sport         | Division 1            | -           | -           | 0                     | 0                     | 0     | 0     |
| 1960-1961             | Berchem Sport         | Division 2            | -           | -           | 0                     | 0                     | 0     | 0     |
| 1961-1962             | Berchem Sport         | Division 2            | -           | -           | 0                     | 0                     | 0     | 0     |
| 1962-1963             | Berchem Sport         | Division 1            | -           | -           | 0                     | 0                     | 0     | 0     |
| 1963-1964             | Berchem Sport         | Division 1            | -           | -           | -                     | -                     | 0     | 0     |
| Total sur la carrière | Total sur la carrière | Total sur la carrière | 1           | -           | -                     | -                     | 1     | 0     |

## Carrière en équipe nationale
Louis Leysen compte cinq convocations en équipe nationale belge, pour quatre matches joués. Appelé pour la première fois le 27 octobre 1957 à l'occasion d'un match amical face à la France, il joue sa quatrième et dernière rencontre le 13 avril de l'année suivante contre les Pays-Bas.

### Liste des sélections internationales
Le tableau ci-dessous reprend toutes les sélections de Louis Leysen. Les matches qu'il ne joue pas sont indiqués en italique. Le score de la Belgique est toujours indiqué en gras.
| Date       | Compétition                                  | Adversaire           | Lieu      | Score | Remarque |
| ---------- | -------------------------------------------- | -------------------- | --------- | ----- | -------- |
| 27/10/1957 | Éliminatoires Coupe du monde 1958 (Groupe 2) | France               | Bruxelles | 0-0   |          |
| 17/11/1957 | Match amical                                 | Pays-Bas             | Rotterdam | 5-2   |          |
| 02/03/1958 | Match amical                                 | Allemagne de l'Ouest | Bruxelles | 0-2   |          |
| 13/04/1958 | Match amical                                 | Pays-Bas             | Anvers    | 2-7   |          |
| 26/05/1958 | Match amical                                 | Suisse               | Zurich    | 0-2   |          |

## Carrière d'entraîneur
Après sa retraite sportive, Louis Leysen se dirige vers le métier d'entraîneur. En 1974, il rejoint le KSC Lokeren en tant qu'entraîneur adjoint du tchévoslovaque Ladislav Novák, poste qu'il occupe durant deux saisons. Il est ensuite nommé entraîneur principal du KFC Verbroedering Geel, un club qui évolue en Division 3. Il y reste trois saisons, conclues en milieu de classement. Il revient au club un an et demi plus tard. Relégué en Promotion un an après son départ, Geel ambitionnait de remonter directement mais les résultats ne sont pas à la hauteur et la direction rappelle Louis Leysen pour terminer la saison. Le club finit troisième mais l'année suivante, à nouveau dirigé par Leysen, il remporte le titre et remonte en troisième division en 1982.
L'entraîneur quitte alors ses fonctions et rejoint le KVC Westerlo, qui vient de subir une seconde relégation consécutive et se retrouve en deuxième provinciale. En deux ans, Louis Leysen mène le club à deux titres d'affilée et lui permet de remonter en Promotion. Il prend alors la direction du KSV Bornem, actif en troisième division, qu'il entraîne pendant deux saisons.